# Funeka Soldaat
Funeka Soldaat est une militante lesbienne sud-africaine. Elle travaille pour l'ONG Projet Triangle, et est également l'une des fondatrices du groupe d'activistes lesbiennes Free Gender , deux ONG qui défendent les droits des personnes LGBTIQ en Afrique du Sud.
Survivante d'un viol correctif, Funeka Soldaat s'engage contre la violence de genre et l'homophobie dans son pays. 

## Biographie

### Vie et activisme
Soldaat crée Free Gender après deux évènements qui l'ont marquée : son propre viol et le meurtre de Zoliswa Nkonyana, jeune lesbienne de 19 ans qui est lapidée et poignardée par un groupe d'hommes en 2006. Le viol correctif visant Soldaat se produit en 1995, non loin de son domicile à Khayelitsha. Quand elle se rend à la police pour demander de l'aide et signaler le crime, les policiers ne l'aident pas. Elle déclare que quand « le temps venu pour moi de porter plainte, un agent de police m'a regardé de la tête aux pieds. Il m'a demandé ce qui s'était passé. Je lui ai dit que j'ai été violée. Mais il n'a pas pris ma déclaration, et il est allé parler à d'autres agents de police. Ils sont venus et m'ont demandé ce qui s'était passé. Il me semblait qu'ils supputaient mon orientation sexuelle .» Elle est également victime de violence et d'abus, plus tard de la part de la police, elle indique plus tard: « Ils [les policiers] m'ont jeté tellement fort dans la cellule de prison, que mes pieds ne touchaient plus le sol. ». Les agresseurs de Soldaat n'ont jamais été retrouvés.
En conséquence, elle établit des partenariats avec d'autres femmes dans sa communauté afin de créer Free Gender en 2008, pour obtenir justice pour les lesbiennes qui ont été confrontées à la violence en raison de leur sexualité ou leur genre. Grâce à leurs actions, cinq ans après le meurtre de Zoliswa Nkonyana, un verdict est rendu et quatre hommes sont condamnés à 18 ans de prison.
Funeka Soldaat est aussi une défenseuse de l'éducation des femmes, et pense que l'une des meilleures façons de lutter contre l'injustice est d'être éduquée. « La seule façon de survivre est d'aller à l'école », a déclaré Soldaat.

## Free Gender
Depuis sa fondation par Soldaat en 2008, Free Gender s'est développé de manière significative, comprenant un blog, une maison pour les femmes LGBTI noires. Free Gender travaille pour sensibiliser le public aux thématiques LGBT. Le collectif a construit des relations avec la police locale de Khayelitsha, rendant plus facile pour les victimes de signaler les incidents, le harcèlement, la violence et les autres crimes. Certaines églises ont même approché Free Gender pour aborder les questions LGBT. Free Gender continue la lutte pour les droits des lesbiennes et LGBT noires, et s'oppose à des formes de violence et de haine dirigées contre les communautés LGBT. Free Gender prend également en charge les familles des lesbiennes victimes de violence. L'objectif est de connecter les personnes LGBT avec leur propre communauté et d'éliminer la stigmatisation de l'homosexualité. Soldaat indique à propos de la localisation de son organisation : « L'organisation a été créée à Khayelitsha, principalement à cause du manque de compréhension et l'intolérance du public dans ce quartier envers les personnes LGBT. » En 2016, Free Gender déménage hors du domicile de Soldaat, et obtient un espace de bureau officiel situé à Khayelitsha.

## Le Projet Triangle
Funeka Soldaat est également impliquée dans le Projet Triangle. Cette ONG basée dans la ville du Cap, en Afrique du Sud offre des ressources et de l'aide aux personnes LGBTI à travers la ville. Elle offre trois types de services: santé et soutien, engagement et autonomisation de la communauté et plaidoyer et recherche.
Les services de santé et de soutien à offrent une aide pour améliorer la santé physique et psychique des personnes LGBTI. L'ONG offre des conseils et met à disposition une clinique afin de soutenir sa communauté. L'aide pour engagement de la communauté vise à renforcer les communautés de l'Afrique du Sud, par la création et l'entretien d'espaces sûrs pour les personnes LGBTI. La section Programme et politiques de recherche et plaidoyer travaille à promouvoir les droits de la communauté par la transformation de la législation et de la politique. Le Projet Triangle fonctionne aussi en tandem avec le Ministère Sud-Africain de la Justice pour la lutte afin d'obtenir une  législation LGBTIQ et une protection dans les affaires judiciaires et politiques.

## Autre activités
En 2010, une membre de Free Gender, Millicent Gaika est violée, battue et torturée pendant cinq heures par un voisin qui voulait la « guérir » de l'homosexualité.  En 2013, son agresseur, Andile Ngocka est condamné à 22 ans de prison,. « Ils se connaissent les uns des autres parce que Millicent a grandi en face de ce garçon. Et puis nous avions tellement peur, parce qu'il peut revenir et en finir avec Millicent », déclare Funeka après le procès.
En janvier 2014, Soldaat témoigne auprès d'une commission d'enquête à propos du viol qu'elle avait subi en 1995.
La même année, Soldaat annonce que Free Gender boycotte la marche des fiertés de Cape Town, en raison de sa tendance à favoriser les riches hommes blancs, au lieu de s'engager à refléter la diversité de la communauté qu'elle est censée représenter. Matthew van As, le directeur de l'événement, conteste cette affirmation.  De nombreuses lesbiennes noires, dont Soldaat se sentent exclues des célébrations de la marche et Soldaat souligne que « lorsque nous avons assisté ou participé à la Pride, c'est à travers une lettre d'invitation d'une poignée d'hommes blanc et gays qui sont les "gardiens" de la Pride ».